# Шпрингер Меєр Пейсахович
Ме́єр Пейса́хович Шпри́нгер (19 вересня 1909 , Ковель, Ковельський повіт, Волинська губернія, Російська імперія  — не раніше 1985 ) — український радянський діяч. Депутат Народних зборів Західної України у 1939 році. Депутат Верховної Ради УРСР 1-го скликання (1940–1947).

## Біографія
Народився 19 вересня 1909 року в багатодітній сім'ї торгівця худобою в місті Ковель, тепер Волинська область, Україна. Єврей. Під час Першої світової війни сім'я Шпрингерів виїхала в Одесу, де Меєр працював продавцем газет, кур'єром в радянській установі. Після повернення в Ковель, з дванадцяти років Меєр Шпрингер працює учнем в магазині залізних виробів, в продавця льону, підробляє вантажником, прикажчиком на лляному складі.
Член КПЗУ з 1930 року. 1932 року заарештований і засуджений польським судом на шість років ув'язнення. Перебував у луцькій, сідлецькій, полоцькій тюрмах. Через п'ять років повернувся в Ковель. Три місяці вів підпільну роботу, а потім був знову заарештований. З ковельської тюрми висланий 1936 року до концтабору Береза-Картузька, де пробув 15 місяців. Після виходу з концтабору півроку жив на волі, потім знову заарештований і засуджений у 1938 році на дванадцяти років ув'язнення.
18 вересня 1939 року звільнений з тюрми в Равічі, повернувся в Ковель. Працював завідувачем ковельської біржі праці, черговим на залізничному вокзалі станції Ковель, заступником голови виконкому Ковельської міської ради.
24 березня 1940 року був обраний депутатом Верховної Ради УРСР 1-го скликання від Ковельського виборчого округу № 308 Волинської області.
Учасник німецько-радянської війни. 12 вересня 1941 року попав у полон поблизу Кременчука. Після важкого поранення прибув на Волинь, де з 1944 по 1975 року працював на Луцькому пивзаводі — директором, бригадиром цеху. З 1975 року — персональний пенсіонер.

## Нагороди
- Орден Вітчизняної війни ІІ ступеня (1985)[2].